# Ligamentum sacrotuberale

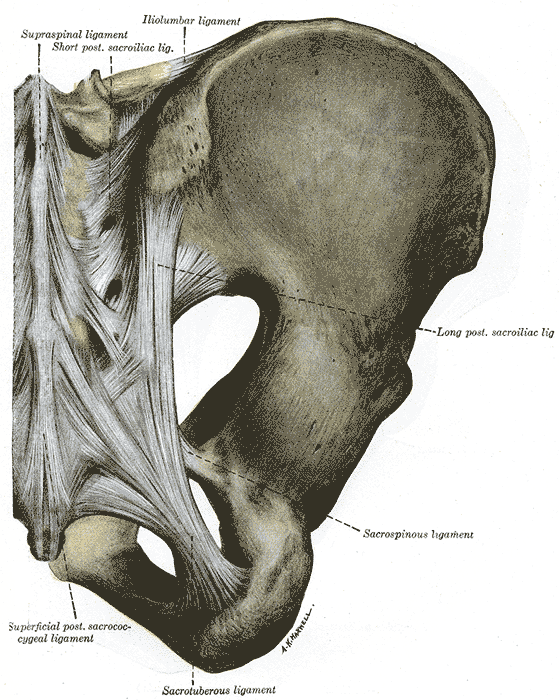
Beckenbänder des Menschen

Das Ligamentum sacrotuberale ist ein Band im Bereich des Beckens. Es zieht vom seitlichen Rand des Kreuzbeins und der Spina iliaca posterior superior des Darmbeins zum Sitzbeinhöcker (Tuber ischiadicum). Es überspringt dabei den großen Sitzbeinausschnitt (Incisura ischiadica major) und bildet das Foramen ischiadicum majus. Am kleinen Sitzbeinausschnitt begrenzt es mit dem Ligamentum sacrospinale das Foramen ischiadicum minus.
Das Ligamentum sacrotuberale des Menschen hat infolge des breitflächigen Ansatzes eine dreieckige Form. Bei Raubtieren ist es ein eher rundlicher Strang. Bei Huftieren ist es flächenartig und wird deshalb als „breites Beckenband“ (Ligamentum sacrotuberale latum) bezeichnet.